# Мост Дунхай

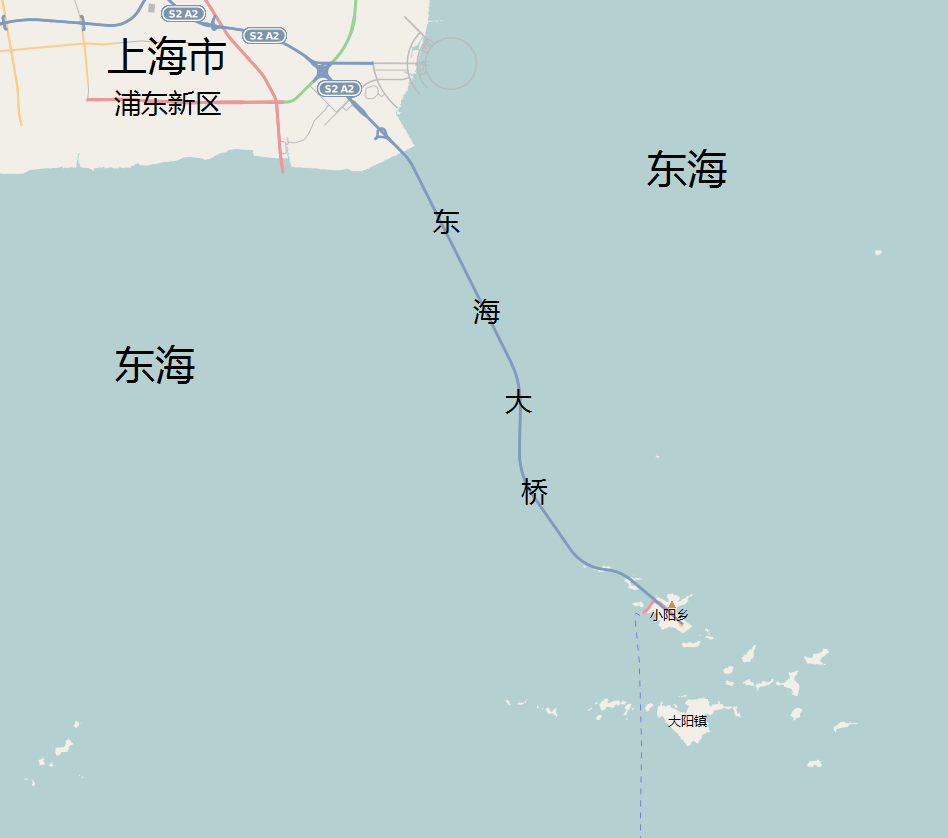
Карта акватории залива с обозначенным мостом

Дунхай или Мост Восточно-Китайского моря (кит. 东海大桥) — мост в заливе Ханчжоувань Восточно-Китайского моря у восточного побережья Китая. Соединяет материковый Шанхай и глубоководный порт Яншань на одноименном архипелаге. Является вторым по длине трансокеанским мостом (пересекает море) в мире после моста Шанхай—Нинбо. Мост является частью скоростного шоссе S2 (Shanghai-Luchaogang).

## Характеристика
Длина — 32,5 км. На момент окончания строительства и до 1 мая 2008 года, когда был открыт мост Шанхай—Нинбо длиной 35,6 км, был самым длинным мостом подобного типа. Мост в географии имеет изогнутую форму (S-образную). Ширина — 31,5 м. Мост имеет 6 полос движения — по три в обе стороны. Техническая скорость передвижения транспорта по мосту — 80 км/час.
Структурно состоит из трёх составных частейː надземный участок на материковом Шанхае от перекрестка с улицей Лянган-дадао до дамбы Лучаоган (3,7 км), морской участок Лучаоган—Даугуй (25,3 км), участок между островами Даугуй и Малый Яншань на архипелаге (3,5 км) и заканчивается портом Яншань. В большей части мост представлен невысоким виадуком (мост с балочным пролетным строением), а также с одной секцией вантового моста (на морском участке) с длиной основного пролёта 420 м для прохождения кораблей.
Проектная стоимость моста — 11,8 млрд юаней (1,6 млрд долларов США).